# Garçonnière

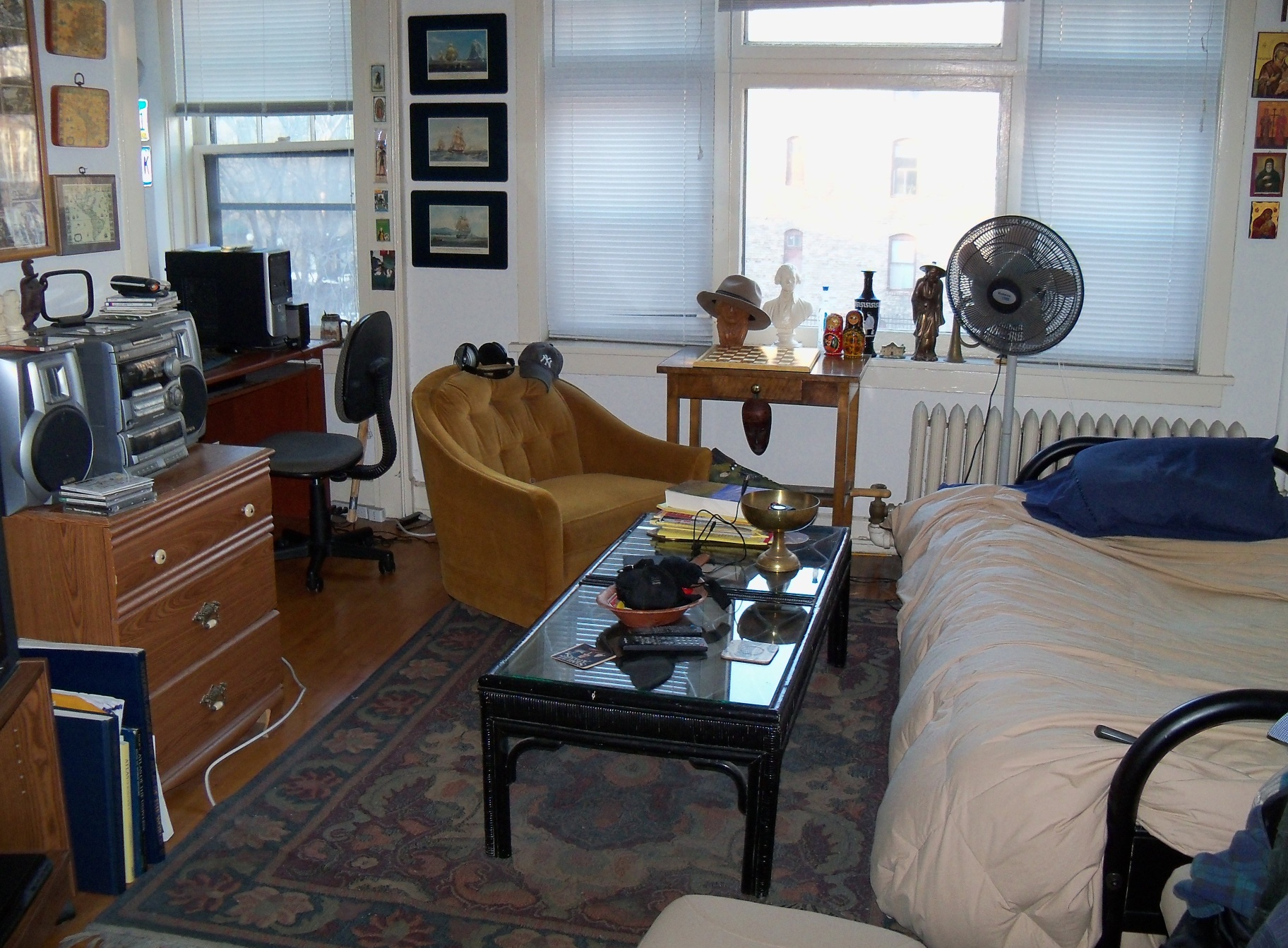
Einzimmerwohnung in Minneapolis (zur Wohnung gehören außerdem Küche, Badezimmer und Flur)

Eine Garçonnière (abgeleitet von französisch garçon, „junger Mann“, „Junggeselle“) ist eine Einzimmerwohnung. Der Begriff ist vor allem in Österreich gebräuchlich.
Eine Garçonnière hat üblicherweise ein Zimmer und einen kleinen Vorraum mit Küche und Sanitäranlagen, in Inseraten auch als „Zimmer/Küche“ bezeichnet. Zuweilen hat eine Garçonnière in einer klassischen Zinskaserne eine Toilette am Gang, die mit anderen Parteien zu teilen ist. Mitunter wird aber auch eine eher kleine, jedoch durchaus mit allem ausgestattete Wohnung als Garçonnière bezeichnet. Die Güte oder Preisklasse einer Wohnung lässt sich nur aufgrund der Bezeichnung also nicht beurteilen.
Der Film Das Appartement aus dem Jahre 1960 trägt im Französischen den Titel La Garçonnière, ebenso ein Roman von Hélène Grémillon.